# Гросенраде
Гросенраде (нім. Großenrade) — громада в Німеччині, розташована в землі Шлезвіг-Гольштейн. Входить до складу району Дітмаршен. Складова частина об'єднання громад Бург-Занкт-Міхелісдонн.
Площа — 10,4 км2. Населення становить 461 ос. (станом на 31 грудня 2020).